# Mirosaljci (Arilje)
Mirosaljci (Servisch: Миросаљци) is een plaats in de Servische gemeente Arilje. De plaats telt 847 inwoners (2002).